# Bobby Murphy (empresário)
Bobby Murphy (Manila, 19 de julho de 1988) é um empresário bilionário filipino-americano. Murphy é co-fundador do Snapchat.

## Infância e educação
Bobby Murphy nasceu em 1 de abril de 1989. A mãe de Murphy emigrou para os Estados Unidos, e estabeleceu-se em Berkeley (Califórnia). Ele frequentou The School of the Madeleine e Saint Mary's College High School, também em Berkeley. Ele se formou na Universidade de Stanford, onde ele era um membro da fraternidade Kappa Sigma.

## Carreira
Ele é o co-fundador da Snapchat.
A partir de 25 Janeiro de 2016, ele se tornou a 1250.ª pessoa mais rica no mundo, com uma fortuna estimada de 1,8 bilhão de dólares, segundo a Forbes.

## Vida pessoal
Reside em Venice, Los Angeles.